# Mineral de Peregrina
Mineral de Peregrina är en ort i Mexiko.   Den ligger i kommunen Guanajuato och delstaten Guanajuato, i den centrala delen av landet, 280 km nordväst om huvudstaden Mexico City. Mineral de Peregrina ligger 2 460 meter över havet och antalet invånare är 176.
Terrängen runt Mineral de Peregrina är kuperad. Runt Mineral de Peregrina är det ganska tätbefolkat, med 144 invånare per kvadratkilometer. Närmaste större samhälle är Guanajuato, 7,5 km väster om Mineral de Peregrina. Trakten runt Mineral de Peregrina består i huvudsak av gräsmarker.